# Les 102 Dalmatiens à la rescousse !
Les 102 Dalmatiens à la rescousse ! (102 Dalmatians: Puppies to the Rescue en version originale) est un jeu vidéo développé par les studios Crystal Dynamics et Prolific, sorti en 2001 sur PC, Game Boy Color, PlayStation et Dreamcast.
Le jeu est adapté du film 102 Dalmatiens des studios Disney.
Il existe un autre jeu adapté du film sur PC : Les 102 Dalmatiens : Les Chiots disparus sorti en 2004. Ce dernier est destiné à un public plus jeune.

## Accueil
- Jeuxvideo.com : 13/20 (PS/PC)[1] - 15/20 (GBC)[2]